# Michel Onfray

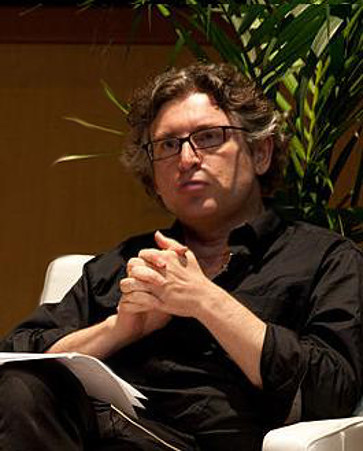
Michel Onfray in 2009

Michel Onfray (Argentan, 1 januari 1959) is een Franse filosoof die in zijn carrière meer dan 100 boeken heeft geschreven. Voor La sculpture de soi won hij de 1993 Prix Médicis.

## Levensloop
Onfray groeide op in Normandië en promoveerde in de wijsbegeerte. Hij was van 1983 tot 2002 docent filosofie aan een lyceum in Caen, waarna hij de volksuniversiteit van Caen stichtte. In 1993 ontving hij de Prix Médicis voor zijn boek La sculpture de soi.
In de filosofie van Onfray neemt de psychoanalyse een belangrijke plaats in. Hij beschouwt elke religieuze levensbeschouwing als onhoudbaar en profileert zich als atheïst. Hij benadert het atheïsme, net als het hedonisme, positief en plaatst deze in een anarchistische wereldbeschouwing. Volgens Onfray is het de plicht van de mens te genieten. Elk ethisch handelen moet gebaseerd zijn op genot. In dit verband spreekt Onfray over een "esthetische ethiek". In zijn moraal wordt, vanwege het genotsprincipe, het menselijk lijden afgewezen. Werkelijke naastenliefde bestaat volgens Onfray niet; naastenliefde is volgens Michel Onfray feitelijk een middel om het eigen genot centraal te stellen - hij spreekt daarom over consideratie in plaats van naastenliefde.
Michel Onfray bouwt zijn filosofie vooral op Friedrich Nietzsche, de 19e-eeuwse materialistische filosofen en de Grieken (zoals Epicurus en Democritus). In zijn vroege werk is bij Onfray ook de invloed van Georges Palante duidelijk merkbaar. Tegenwoordig distantieert hij zich er deels van. 

### Politiek
Bij de Franse presidentsverkiezingen in 2002 gaf hij een stemverklaring uit ten gunste van Olivier Besancenot, de presidentskandidaat van de trotskistische Revolutionaire Communistenliga. Eind 2006 sloot Onfray zich aan bij een initiatief van Régis Debray om een radicaal links alternatief voor Ségolène Royal te steunen. Nadat de diverse kleine linkse partijen geen gezamenlijke kandidaat opstelden, riep Onfray José Bové op in zijn kandidatuur te volharden. Michel Onfray maakte ten slotte bekend dat hij blanco zou stemmen bij de presidentsverkiezingen in 2007.

### Citaten
Filosofen die niet kunnen lachen moeten we mijden als de pest.

Het kan niet zo zijn dat God aan de mensen verlangen en genot heeft geschonken om deze vervolgens weer van ze af te pakken.

## Werk
- Le ventre des philosophes, critique de la raison diétététique (1989)
- Physiologie de Georges Palante, portrait d'un nietzchéen de gauche (1989)
- Cynismes, portrait du philosophe en chien (1990)
- L'art de jouir : pour un matérialisme hédoniste (1991)
- La sculpture de soi : la morale esthétique (1991)
- L'Œil nomade : la peinture de Jacques Pasquier (1992)
- La raison gourmande, philosophie du goût (1995)
- Ars moriendi : cent petits tableaux sur les avantages et les inconvénients de la mort (1995)
- Métaphysique des ruines : la peinture de Monsu Désidério (1995)
- Les formes du temps : théorie du Sauternes (1996)
- Politique du rebelle : traité de résistance et d'insoumission (1997)
- À côté du désir d'éternité : fragments d'Égypte (1998)
- Théorie du corps amoureux : pour une érotique solaire (2000)
- Prêter n'est pas voler (2000)
- Antimanuel de philosophie : leçons socratiques et alternatives (2001)
- Célébration du génie colérique : tombeau de Pierre Bourdieu (2002)
- L'invention du plaisir : fragments cyréaniques (2002)
- Esthétique du Pôle nord : stèles hyperborréennes (2002)
- Splendeur de la catastrophe : la peinture de Vladimir Vélikovic (2002)
- Les icônes païennes : variations sur Ernest Pignon-Ernest (2003)
- Archéologie du présent, manifeste pour l'art contemporain (2003)
- Féeries anatomiques (2003)
- La philosophie féroce (2004)
- La communauté philosophique (2004)
- Traité d'athéologie, Paris, Grasset, 2005 ISBN 2-246-64801-7
- Théorie du voyage : poétique de la géographie, Paris, Galilée, 2005 ISBN 2-7186-0655-X
- Contre histoire de la philosophie. Tome 1 : Les sagesses antiques – de Leucippe à Diogène d’Oenanda, Grasset, 2006
- Contre histoire de la philosophie. Tome 2 : Le christianisme hédoniste – de Simon le magicien à Montaigne, Grasset, 2006
- Contre histoire de la philosophie. Tome 3 : Les libertins baroques, Grasset, 2007
- Contre histoire de la philosophie. Tome 4 : Les ultras des lumières, Grasset, 2007
- Contre histoire de la philosophie. Tome 5 : L’eudémonisme social, Grasset, 2008
- Contre-histoire de la philosophie. Tome 6 : Les radicalités existentielles, Grasset & Fasquelle, 2009
- Contre-histoire de la philosophie. Tome 7 : La construction du surhomme, Paris, Grasset, 2011
- Contre-histoire de la philosophie. Tome 8 : Les freudiens hérétiques, éd. Grasset, 2013
- Contre-histoire de la philosophie. Tome 9 : Les consciences réfractaires, éd. Grasset, 2013

- Journal hédoniste : 
  - I. Le désir d'être un volcan (1996)
  - II. Les vertus de la foudre (1998)
  - III. L'archipel des comètes (2001)
  - IV. La lueur des orages désirés  (à paraître)

### Nederlandstalige uitgaven
- De buik van de filosoof - kritiek van de diëtetische rede, vert. door Piet Meeuse, Baarn: Ambo, 1991
- Cynismen - portret van de hondse filosoof, vert. door Piet Meeuwse, Baarn: Ambo, 1992
- De kunst van het genieten - pleidooi voor een hedonistisch materialisme, vert. door Piet Meeuse, Baarn: Ambo, 1993, ISBN 9026311796 (Oorspr. titel: L'art de jouir)
- Levenskunst - naar een esthetische moraal, vert. door Ab Kalshoven, Baarn: Ambo, 1996, ISBN 902631311X
- Antihandboek voor de filosofie - tegendraadse lessen in de geest van Socrates, vert. door Marjolijn Stoltenkamp, Rotterdam: Lemniscaat, 2003, ISBN 9056375059 (Oorspr. titel: Antimanuel de philosophie : leçons socratiques et alternatives)
- Theorie van het verliefde lichaam - naar een zonnige erotiek, 's-Hertogenbosch: Voltaire, 2002, ISBN 9058480321
- Vulkanisch verlangen, Hedonistisch dagboek, vert. Martin de Haan, De Arbeiderspers, Privé-domein nr. 244, 2002, ISBN 9029536314 (Oorspr. titel: Le désir d'etre un volcan : journal hédoniste)
- Het lichaam, het leven en het lijden, vert. door Frans de Haan, Rotterdam: Lemniscaat, 2004, ISBN 9056375741 (Oorspr. titel: Féeries anatomiques : généalogie du corps faustien)
- Atheologie: de hoofdzonden van jodendom, christendom en islam, vert. Anneke van der Straaten en Harrie Nelissen, Mets & Schilt, Amsterdam, 2005, ISBN 9053304584 (Oorspr. titel: Traité d'athéologie : physique de la métaphysique)
- Tegengeschiedenis van de filosofie (reeks):

1. Antieke wijsgeren, vert. door Anne van der Straaten, Roularta Books (2007), ISBN 9789086790333 (Oorspr. titel: Les sagesses antiques)
2. Christelijke hedonisten, vert. Harrie Nelissen, Roularta Books (2007), ISBN 9789086790845 (Oorspr. titel: Le christianisme hédoniste)